# Феліція Бортскевічене
Феліція Борткевічене (лит. Felicija Bortkevičienė; 1 вересня 1873 — 21 жовтня 1945) — литовська політична діячка і видавниця газет Lietuvos ūkininkas та Lietuvos žinios. Після переїзду до Вільнюса в 1900 році стала відомою як організаторка, менеджерка, секретарка і скарбниця політичних партій, в тому числі Литовської демократичної партії, Селянської спілки та Литовського союзу селян-народників. Була делегаткою на Великому Вільнюському Сеймі (1905) і обиралася до Установчих зборів Литви (1920), її кандидатуру розглядали на посаду Міністра забезпечення і громадських робіт (1918) і Президента Литви (1926). Організувала кілька благодійних організацій, в тому числі організації з підтримки обдарованих студентів, політичних в'язнів царського режиму й депортованих прусських литовців. Також була учасницею жіночого руху в Литві, а саме учасницею Литовської жіночої асоціації та головою Литовського союзу жінок. За цю діяльність Борткевічене неодноразово заарештовували й поміщували в тюрму, в тому числі в царській Росії, в незалежній Литві і в Радянській Литві.

## Життєпис
Феліція народилася в маєтку Лінкаучяй біля міста Крекенави (Krekenava, Паневезький район на півночі Литви, який потім увійшов до складу Російської імперії) в родині Юозаса Повіскаса (Juozas Povickas) і Антоніни Они Люткявічюте (Antanina Ona Liutkevičiūtė) — дрібних литовських дворян. Їх сімейний маєток конфіскували за участь рідних у Січневому повстанні 1863 року, і родина переїхала в Антакальніс (Antakalnis) — село на південний схід від міста Укмерге. Кілька її родичів з боку матері загинули під час повстання або були депортовані до Сибіру. Феліція трохи говорила литовською, якої навчилася від матері. Її батько говорив польською, але вважав себе литовцем. За її власним визнанням, вона нічого не знала про Литовський національний рух до 1889 року.
Навчалася вдома до відвідування жіночої гімназії в Каунасі в 1885—1889 роках. Її виключили зі школи за спонукання п'яти інших дівчат не послухатися новій вимозі молитися в православній церкві. Потім їй з великими труднощами вдалося отримати дозвіл продовжити освіту у Вільнюській жіночій гімназії й закінчити її 1890 року. Упродовж року вивчала історію Польщі й французьку мову в підпільному Летючому університеті у Варшаві. Після навчання працювала в банку в Укмерге (Ukmergė) зі своїм батьком до його смерті в 1898 році. Досвід цієї роботи став у нагоді їй згодом, коли вона організувала фінансування різних організацій. 1899 року одружилася з другом дитинства, інженером Йонасом Борткевічюсом (Bortkevičius) (1871—1909). Чоловік не мав знатного походження, тому рідні Феліції не схвалювали шлюб. Після весілля молодята переїхали до Вільнюса, де брали участь у громадському житті міста. Феліція вивчала литовську мову й стала палкою прихильницею її відродження.

### Перед Першою світовою війною
У Вільнюсі Феліція Бортскевічене приєдналася до товариства, пізніше відомого як «Дванадцять апостолів Вільнюса». Вона отримала доступ до нелегальних литовських газет Варпас, Ūkininkas, Naujienos. Від 1902 року розпочала займатися контрабандою книг і публікаціями в нелегальних газетах. Деякі з нелегальних видань вона ховала в церкві Святого Миколая. Потім стала членом ЦК Литовської Демократичної партії (ЛДП), створеної в жовтні 1902 року, і увійшла до правління Литовської жіночої Асоціації, заснованої у вересні 1905 року. Її будинок став місцем зустрічей інтелектуалів. Збори партії ЛДП проходили в її будинку.
Бортскевічене підтримала революцію 1905 року, постачала організаторам гроші, матеріали, зброю. Вона входила до організаційного комітету і була делегаткою Великого Вільнюського сейму. За спогадами сучасників, вона говорила мало, але була залучена майже в усі області діяльності Сейму.
У вересні 1907 року Бортскевічене взяла участь у першому жіночому Конгресі, де намагалася запобігти розколу всередині жіночого руху на католицьку та ліберальну гілки. Також брала участь у благодійній діяльності, в тому числі в товаристві Žiburėlis, яке підтримувало обдарованих студентів. 1906 року її чоловік потрапив у Лукішкську в'язницю і просидів там упродовж трьох місяців; це позначилося його здоров'ї й після довгого лікування він помер у січні 1909 року.

### Під час війни
Під час Першої світової війни Бортскевічене була евакуйована в Росію й продовжила активну громадську діяльність. Вона взялася організувати допомогу прусським литовцям, депортованим з Малої Литви. Організувала підтримку близько 4000 литовців, а також роботу шести початкових шкіл і чотирьох притулків для літніх людей. У квітні 1917 року литовці вирішили організувати Литовську конференцію в Санкт-Петербурзі. Борткевічене була членом її оргкомітету і комісії з питань освіти. На конференції вона виступила проти повної незалежності Литви, але за її автономію в складі Російської Імперії. У жовтні 1917 року була делегаткою Литовської конференції в Стокгольмі. Після конференції  поживала в Копенгагені й працювала в русі Червоного Хреста і Червоного Півмісяця.
Навесні 1918 року повернулася до Вільнюса й відновила політичну діяльність. На початку 1919 року її заарештували. Провела шість місяців у в'язницях Вільнюса, Даугавпілса і Смоленська.

### Після Першої світової війни
У липні 1919 року Феліція Бортскевічене повернулася до Каунаса. У квітні 1920 року, як кандидат від селянського Союзу, обрана в Установчі збори Литви, але через зайнятість відмовилася від мандата. У січні 1921 року стала членом Установчих зборів, замінивши загиблого Юозаса Люкошявічюса (Lukoševičius). 1926 року перемогла на парламентських виборах як кандидат від литовського Союзу селян-народників. Хоча її не обрали в третій Сейм Литви, але висунули на посаду президента Литви. Вона отримала один голос.
У 1922 році Бортскевічене допомогла відновити литовський Союз жінок, який очолювала до 1928 року. Була також учасницею інших жіночих організацій, в тому числі литовських жінок, Комітету підтримки і Асоціації литовських жінок з вищою освітою, 1928 року брала участь у створенні литовської Ради жінок.
Коли 1940 року Литву окупував Радянський Союз, її видання були націоналізовані. Феліцію Бортскевічене позбавили власності. 1945 року її заарештували й допитали в НКВД. Втрата власності та арешт негативно позначилися на її здоров'ї. Вона померла в жовтні 1945 року в Каунасі. Її похорон проходив під наглядом НКВД; її тіло перевезли до Трошкуная й поховали поруч з могилою сестри.